# Краснобрюхая горная танагра
Краснобрюхая горная танагра (лат. Anisognathus igniventris) — вид птиц из семейства танагровых. Птицы обитают субтропических и тропических горных влажных лесах и кустарниковых зарослях. Длина тела около 19 см, масса около 27 грамм.
Выделяют четыре подвида:
- Anisognathus igniventris lunulatus — в Андах западной Венесуэле — на юге штата Тачира, и соседних департаментах Колумбии — от Норте-де-Сантандера южнее до восточных Анд Кундинамарка;
- Anisognathus igniventris erythrotus — в центральных Андах Колумбии в департаментах Кальдас, Каука, Уила и Нариньо, южнее через Эквадор до северного Перу — к северу от реки Мараньон и южнее от реки Чамая (исп. río Chamaya);
- Anisognathus igniventris ignicrissa — на восточных склонах Анд Перу — от центрального Кахамарка и Амазонас южнее до Хунина;
- Anisognathus igniventris igniventris — восточные склоны гор в Перу — от региона Хунин южнее до Санта-Крус (Боливия).